# Coupe d'Algérie de football 1973-1974
 (novembre 2024).
Si vous disposez d'ouvrages ou d'articles de référence ou si vous connaissez des sites web de qualité traitant du thème abordé ici, merci de compléter l'article en donnant les références utiles à sa vérifiabilité et en les liant à la section « Notes et références ».
Navigation
Coupe d'Algérie
1972-1973 Coupe d'Algérie
1974-1975
La Coupe d'Algérie de football 1973-1974 voit le sacre de l'USM Maison-Carrée, qui bat le WA Tlemcen en finale.
C'est la 1re Coupe d'Algérie remportée par l'USM Maison-Carrée et c'est également la 1re finale de Coupe d'Algérie disputée par le WA Tlemcen.

## Trente deuxième de finale
Les matchs des trente deuxième de finale se sont joués le 6 janvier 1974
| Ligue de l'Ouest joués le 6 janvier 1974 |                         |                    |                            |                                                            |                    |                                         |  |  |
| 1                                        | WA Tlemcen (D1)         | 3 - 2 a.p          | RC Relizane (D2)           | Louassini 40e, Khelifa 53e 117e /Madhmoun 22e, Lahouel 72e | 6 janvier 1974     | Stade Habib Bouakeul, Oran.             |  |  |
| 2                                        | MC Oran (D1)            | 3 - 2              | IS Tighennif (D2)          | ? Djelly 87e / ?                                           |                    |                                         |  |  |
| 3                                        | SC Mecheria (D?)        | 0 - 0              | GC Mascara (D2)            |                                                            |                    |                                         |  |  |
| 4                                        | USM Bel Abbès (D1)      | 4 - 2              | SA Mohamadia (D2)          |                                                            |                    | stade Bouakeul / Oran                   |  |  |
| 5                                        | ES Mostaganem (D2)      | 2 - 1              | AS SNED Oran (D?)          |                                                            |                    |                                         |  |  |
| 6                                        | JSM Tiaret (D1)         | 2 - 1              | ASM Oran (D1)              |                                                            |                    |                                         |  |  |
| 7                                        | CCB Sig (D2)            | 4 - 2              | RCG Oran (D2)              |                                                            |                    | Stade Frères Amarouche, Sidi Bel Abbès. |  |  |
| 8                                        | IRB Mers El-Kebir (D2)  | 3 - 1              | ASPTT Oran (D?)            |                                                            |                    |                                         |  |  |
| 9                                        | IRB Sougueur (D?)       | 2 - 1              | USM Oran (D2)              |                                                            |                    |                                         |  |  |
| 10                                       | Electra Sport Oran (D?) | -                  | (D?)                       |                                                            |                    |                                         |  |  |
| Ligue du Centre                          |                         |                    |                            |                                                            |                    |                                         |  |  |
| 1                                        | JS Kawkabi (D1)         | 3 - 0              | JS Bordj Menaiel (D?)      |                                                            |                    | Stade Omar Hamadi Alger                 |  |  |
| 2                                        | CR Belcourt (D1)        | 5 - 1              | US Santé (Alger) (D?)      |                                                            |                    |                                         |  |  |
| 3                                        | NA Hussein Dey (D1)     | 3 - 1              | NADIT Alger (D?)           |                                                            |                    |                                         |  |  |
| 4                                        | US Maison-Carrée (D?)   | 2 - 1              | DNC Alger (D?)             |                                                            |                    |                                         |  |  |
| 5                                        | NAR Alger (D1)          | 2 - 0              | MC OFLA El-Asnam (D?)      |                                                            |                    |                                         |  |  |
| 6                                        | AR El Harrach (D?)      | 1 - 0              | OM Ruisseau (D?)           |                                                            |                    |                                         |  |  |
| 7                                        | WA Boufarik (D?)        | 2 - 1              | O. Sempac d'Alger (D?)     |                                                            |                    |                                         |  |  |
| 8                                        | WO Rouiba (D?)          | 2 - 0              | WM Meftah (D?)             |                                                            |                    |                                         |  |  |
| 9                                        | USM Blida (D?)          | 2 - 0              | ASCF Alger (D?)            |                                                            |                    |                                         |  |  |
| 10                                       | ESM Koléa (D?)          | 2 - 4              | IR Ténés (D?)              |                                                            |                    |                                         |  |  |
| Ligue de l'Est                           |                         |                    |                            |                                                            |                    |                                         |  |  |
| 1                                        | ES Sétif (D1)           | 1 - 0              | MC El Eulma (D?)           |                                                            |                    | Stade Med Kessab, Sétif                 |  |  |
| 2                                        | MO Constantine (D?)     | 3 - 1              | CR El Milia (D?)           | Gamouh 50'-65'-Merabet 75' /...                            | M.Tareha           |                                         |  |  |
| 3                                        | ES Guelma (D?)          | 0 - 1              | AS Ain M'lila (D?)         |                                                            |                    |                                         |  |  |
| 4                                        | US Biskra (D?)          | 3 - 1              | DNC (ville ?) (D?)         |                                                            |                    |                                         |  |  |
| 5                                        | OMS Guelma (D?)         | 3 - 2              | JS Djijel (D?)             |                                                            |                    | stade 20 août/Skikda                    |  |  |
| 6                                        | HAMRA Annaba (D?)       | 2 - 1              | HB Chelghoum Laid (D?)     |                                                            |                    |                                         |  |  |
| 7                                        | CS Constantine (D?)     | 3 - 1              | USM Sétif (D?)             |                                                            |                    |                                         |  |  |
| 8                                        | NR El Kala (D?)         | 2 - 1              | JSBA Annaba (D?)           |                                                            |                    |                                         |  |  |
| 9                                        | US Tébessa (D?)         | 2 - 0              | CA Bordj Bou Arreridj (D?) |                                                            |                    |                                         |  |  |
| 10                                       | CA Batna (D?)           | ? - ?              | JJ Azzaba (D?)             |                                                            |                    |                                         |  |  |
|                                          |                         |                    |                            |                                                            |                    |                                         |  |  |
|                                          | MC Alger (D1)           | Exempt (Tenant)    | Exempt (Tenant)            | Exempt (Tenant)                                            | Exempt (Tenant)    | Exempt (Tenant)                         |  |  |
|                                          | USM Alger (D1)          | Exempt (Finaliste) | Exempt (Finaliste)         | Exempt (Finaliste)                                         | Exempt (Finaliste) | Exempt (Finaliste)                      |  |  |

## Seizièmes de finale
Les matchs des seizièmes de finale se sont joués le 10 février 1974
| #  | Club 1           | Résultat                    | Club 2               | Buteurs | Date            | Stade                            |
| -- | ---------------- | --------------------------- | -------------------- | --- | --------------- | -------------------------------- |
| 1  | JS Kawkabi       | 3 - 0*                      | MO Constantine       | (*)le moc quitte le terrain après que l'arbitre a siffle un pénaltie en faveur de la jsk, score initial 1-1 |                 | Stade Benalouache (Béjaïa)       |
| 2  | ES Sétif         | 1 - 2                       | US Biskra            | |                 | Stade Benabdelmalek, Constantine |
| 3  | JSM Tiaret       | 3 - 2 a.p                   | MC Alger             | |                 | Stade Bouakeul, Oran             |
| 4  | US Maison-Carrée | 2 - 1 a.p                   | GC Mascara           | |                 | Stade de Mostaganem              |
| 5  | CR Belcourt      | 3 - 2 a.p                   | USM Alger            | |                 |                                  |
| 6  | MC Oran          | 2 - 1                       | AR El Harrach        | |                 |                                  |
| 7  | WA Tlemcen       | 2 - 2 a.p (aux corners 5-4) | NAR Alger (RC Kouba) | Benyekhlef 39e, Hachlef 56e /Bakou 24e, ?                                                                   | 10 février 1974 | Stade Bouakeul, Oran             |
| 8  | AS Aïn M'lila    | 5 - 2                       | IRB Mers El-Kebir    | |                 |                                  |
| 9  | USM Bel Abbès    | 1 - 0                       | US Tébessa           | |                 |                                  |
| 10 | Hamra Annaba     | 0 - 0 ap (aux corners 3-6)  | ES Mostaganem        | |                 |                                  |
| 11 | CCB Sig          | 1 - 0                       | Electra Sport Oran   | |                 |                                  |
| 12 | NA Hussein Dey   | 2 - 1                       | WA Boufarik          | |                 |                                  |
| 13 | OMS Guelma       | 2 - 0                       | IR Sougueur          | |                 |                                  |
| 14 | CA Batna         | 3 - 0                       | WA Rouiba ???        | |                 |                                  |
| 15 | CS Constantine   | 4 - 2                       | WO Rouiba ???        | |                 |                                  |
| 16 | ESM Koléa        | 3 - 1                       | NR El Kala           | |                 |                                  |

## Huitièmes de finale
Les matchs des huitièmes de finale se sont joués le 16 mars 1974.
| # | Club 1          | Résultat  | Club 2        | Buteurs                                        | Date         | Stade                                 |
| - | --------------- | --------- | ------------- | ---------------------------------------------- | ------------ | ------------------------------------- |
| 1 | JSM Tiaret      | 0 - 2     | JS Kawkabi    | ?                                              |              | Stade du 19 Juin 1965 Oran            |
| 2 | MC Oran         | 2 - 0     | CR Belcourt   | Belkedrouci ?                                  | 16 mars 1974 | Stade frères Amarouche, Sidi-Belabbès |
| 3 | WA Tlemcen      | 3 - 2 a.p | OMS Guelma    | Merzougui 43e 46e, Merad 119e /Soualah 35e 90e | 17 mars 1974 | Stade frères Amarouche, Sidi-Belabbès |
| 4 | NA Hussein Dey  | 0 - 0     | CA Batna      |                                                |              |                                       |
| 5 | US Maison Carée | 1 - 0     | ES Mostaganem |                                                |              |                                       |
| 6 | USM Bel Abbès   | 6 - 0     | US Biskra     |                                                |              |                                       |
| 7 | CS Constantine  | 1 - 0     | AS Ain M'lila |                                                |              |                                       |
| 8 | ESM Koléa       | 0 - 2     | CC Sig        |                                                |              |                                       |

## Quarts de finale
Les matchs des quarts de finale se sont joués le 25 mai 1974
| # | Club 1           | Résultat                    | Club 2         | Buteurs                                                                    | Dates       | Stades                                     |
| - | ---------------- | --------------------------- | -------------- | -------------------------------------------------------------------------- | ----------- | ------------------------------------------ |
| 1 | JS Kawkabi       | 1 - 0                       | USM Bel Abbès  | Djebbar 90e                                                                |             | Stade du 5-Juillet-1962 (Alger)            |
| 2 | NA Hussein Dey   | 1 - 0                       | CS Constantine |                                                                            |             | Stade 20 août, Alger                       |
| 3 | WA Tlemcen       | 3 - 3 a.p (aux corners 7-6) | MC Oran        | Bendi 45e, Bouchenak 53e, Merad 114e · /Belkedroussi 23e 92e, Yahiaoui 35e | 26 mai 1974 | Stade trois frères Amarouche, Sidi-Belabès |
| 4 | US Maison Carrée | 2 - 2 ap (aux corners 7-5)  | CC Sig         |                                                                            |             | stade Habib Bouakeul/ Oran                 |

## Demi-finales
Les matchs des demi-finales se sont joués le 9 juin 1974 et 16 juin 1974. 
| Dates                    | Équipe 1         | Score                    | Équipe 2       | Buteurs                                                               | lieu                                                                      |
| 9 juin 1974 16 juin 1974 | US Maison Carrée | Aller 2 - 1 Retour 1 - 1 | NA Hussein Dey | Aller: Kabri 33e 68e /Moussouni 28e · Retour : Selmi 70e /Kalem 31e · | Aller : Stade d'El Harrach Retour : Stade 5 juillet 62                    |
| 9 juin 1974 16 juin 1974 | JS Kawkabi       | Aller 0 - 1 Retour 0 - 0 | WA Tlemcen     | Mechri Abdalah 24e                                                    | Aller : Stade du 5 juillet 1962 Retour : Stade des frères Zerga - Tlemcen |

## Finale
| Entraîneur :       |
| Abdelkader Bahmane |

| Entraîneur :        |
| Abdelkrim Benyelles |

| Entraîneur :       |
| Abdelkader Bahmane |

| Entraîneur :        |
| Abdelkrim Benyelles |

| |  |  |  |
| \| Coupe d'Algérie de Football Vainqueur 1974 \| \| ------------------------------------------ \| \| USM Maison-Carrée 1er titre \| |  |  |  |
| Coupe d'Algérie de Football Vainqueur 1974                                                                                          |  |  |  |
| USM Maison-Carrée 1er titre |  |  |  |